# Emmanuel Ikechukwu Uzochukwu
Emmanuel Ikechukwu Uzochukwu (* 14. Juli 1998 in Lagos) ist ein nigerianischer Fußballspieler.

## Karriere
Emmanuel Ikechukwu Uzochukwu stand bis Ende 2017 beim Gospel For Asia FC in Myanmar unter Vertrag. Der Verein aus dem Chin-Staat spielte in der zweiten Liga des Landes, der MNL-2. 2018 wechselte er nach Rangun zum Erstligisten Yangon United. Mit dem Verein spielte er 14-mal in der ersten Liga, der Myanmar National League. Im gleichen Jahr feierte er mit Yangon die myanmarische Fußballmeisterschaft. 2018 gewann er mit dem Verein den General Aung San Shield und den MFF Charity Cup. Das Finale im General Aung San Shield gegen Hanthawaddy United gewann man mit 2:1, das Spiel um den MFF Charity Cup gewann man im Elfmeterschießen gegen Shan United. Wo er von Dezember 2018 bis Mitte Mai 2019 gespielt hat, ist unbekannt. Mitte Mai 2019 wurde er vom Ligakonkurrenten Shan United aus Taunggyi verpflichtet. Mit Shan wurde er 2019 myanmarischer Meister. Für den Verein stand er siebenmal in der ersten Liga auf dem Spielfeld. 2020 kehrte er zu seinem ehemaligen Verein Yangon United zurück. Hier stand er bis Ende 2020 unter Vertrag und absolvierte sechs Ligaspiele. 2021 spielte er für den Bahrainischen Verein Budaiya Club. 2022 wechselte er in den Libanon. Hier schloss er sich dem Erstligisten Nejmeh Club aus Beirut an. Ende November 2022 nahm ihn der Muktijoddha Sangsad KC aus Bangladesch unter Vertrag. Für den Bangladesh Premier League (Fußball)Erstligisten aus der Hauptstadt Dhaka bestritt er 15 Ligaspiele. Hierbei erzielte er sieben Treffer. Nach der Saison zog es ihn im September 2023 in den Oman, wo er einen Vertrag beim Erstlisiten Oman Club unterschrieb.

## Erfolge
Yangon United
- Myanmarischer Meister: 2018
- General Aung San Shield: 2018
- MFF Charity Cup: 2018

Shan United
- Myanmarischer Meister: 2019